# ساغسلی تپه
ساغسلی تپه مربوط به دوره اشکانیان - دوره ساسانیان است و در شهرستان میانه، بخش مرکزی، دهستان گرمی جنوبی، ۲ کیلومتری شمال غربی روستای چرکینلو واقع شده و این اثر در تاریخ ۲۷ اسفند ۱۳۸۷ با شمارهٔ ثبت ۲۶۳۸۵ به‌عنوان یکی از آثار ملی ایران به ثبت رسیده است.